# Dagorlad
Dagorlad is een fictieve streek in Midden-aarde in het boek van J.R.R. Tolkien, In de Ban van de Ring, en is het Sindarijnse woord voor slagveld. Het wordt uitgesproken als dago'rlad, waar dag zo wordt uitgesproken als het Engelse bag.
In de streek zijn vele veldslagen uitgevochten. Dit komt vooral vanwege de ligging van de streek: direct ten noorden van de Morannon, de zwarte poort van Mordor. Ten westen van de Dagorlad liggen de Dode Moerassen, waarin veel slachtoffers van de veldslagen zijn omgekomen.